# 15e législature de la Colombie-Britannique

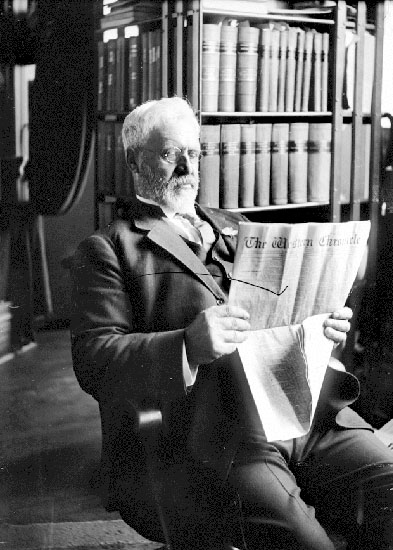
John Oliver, premier ministre (1918-1927)

La 15e législature de la Colombie-Britannique a siégé de 1921 à 1924. Ses membres sont élus lors de l'élection générale de 1920 (en). Le Parti libéral de la Colombie-Britannique dirigé par John Oliver remporte l'élection et forme un gouvernement majoritaire.
Alexander Malcolm Manson est président de l'Assemblée pendant jusqu'en 1922 et est remplacé par Frederick Arthur Pauline.

## Membre de la 15elégislature
| Député | Député                      | Circonscription | Parti               |
| ------ | --------------------------- | --------------- | ------------------- |
|        | Richard John Burde          | Alberni         | Indépendant         |
|        | Herbert Frederick Kergin    | Atlin           | Libéral             |
|        | John MacKay Yorston         | Cariboo         | Libéral             |
|        | Edward Dodsley Barrow       | Chilliwack      | Libéral             |
|        | John Andrew Buckham         | Columbia        | Libéral             |
|        | Thomas Menzies              | Travailliste    | People's            |
|        | Kenneth Forrest Duncan      | Cowichan        | Indépendant         |
|        | James Horace King           | Cranbrook       | Libéral             |
|        | John Oliver                 | Delta           | Libéral             |
|        | John Alexander Catherwood   | Dewdney         | Conservateur        |
|        | Robert Henry Pooley         | Esquimalt       | Conservateur        |
|        | Thomas Hubert Uphill        | Fernie          | Travailliste fédéré |
|        | Henry George Thomas Perry   | Fort George     | Conservateur        |
|        | Ezra Churchill Henniger     | Grand Forks     | Libéral             |
|        | John Duncan MacLean         | Greenwood       | Libéral             |
|        | Malcolm Bruce Jackson       | The Islands     | Libéral             |
|        | Frederick William Anderson  | Kamloops        | Libéral             |
|        | Fred W. Lister              | Kaslo           | Conservateur        |
|        | Archibald McDonald          | Lillooet        | Conservateur        |
|        | William Sloan               | Nanaimo         | Libéral             |
|        | William Oliver Rose         | Nelson          | Conservateur        |
|        | Samuel Guthrie              | Newcastle       | Travailliste fédéré |
|        | David Whiteside             | New Westminster | Libéral             |
|        | Kenneth Cattanach MacDonald | North Okanagan  | Libéral             |
|        | George Samuel Hanes         | North Vancouver | Indépendant         |
|        | Alexander Malcolm Manson    | Omineca         | Libéral             |
|        | Thomas Dufferin Pattullo    | Prince Rupert   | Libéral             |
|        | William Henry Sutherland    | Revelstoke      | Libéral             |
|        | Thomas Pearson              | Richmond        | Conservateur        |
|        | William Kemble Esling       | Rossland        | Conservateur        |
|        | Frederick Arthur Pauline    | Saanich         | Libéral             |
|        | William Alexander McKenzie  | Similkameen     | Conservateur        |
|        | William Hunter              | Slocan          | Conservateur        |
|        | James William Jones         | South Okanagan  | Conservateur        |
|        | Robert Henry Neelands       | South Vancouver | Travailliste fédéré |
|        | James Hargrave Schofield    | Trail           | Conservateur        |
|        | John Wallace deBeque Farris | Vancouver City  | Libéral             |
|        | Malcolm Archibald Macdonald | Vancouver City  | Libéral             |
|        | Ian Alistair MacKenzie      | Vancouver City  | Libéral             |
|        | James Ramsay                | Vancouver City  | Libéral             |
|        | Mary Ellen Smith            | Vancouver City  | Libéral             |
|        | William John Bowser         | Vancouver City  | Conservateur        |
|        | Joseph Badenoch Clearihue   | Victoria City   | Libéral             |
|        | John Hart                   | Victoria City   | Libéral             |
|        | John Oliver                 | Victoria City   | Libéral             |
|        | Joshua Hinchcliffe          | Victoria City   | Conservateur        |
|        | John McRae                  | Yale            | Conservateur        |

Notes:
1. 1 2  Élu simultanément dans Delta et Victoria City; choisit de siéger pour Victoria City

## Répartition des sièges
| Parti    | Parti                                  | Député(s) |
| -------- | -------------------------------------- | --------- |
|          | Libéral                                | 25        |
|          | Conservateur                           | 15        |
|          | Indépendant                            | 3         |
|          | Travailliste fédéré (Federated Labour) | 3         |
|          | People's                               | 1         |
| Total    | Total                                  | 47        |
| Majorité | Majorité                               | 3         |

## Élections partielles
Durant cette période, une élection partielle était requise à la suite de la nomination d'un député au cabinet.
- Alexander Malcolm Manson, procureur général et ministre du Travail[4], sans opposition le 10 avril 1922
- William Henry Sutherland, ministre des Travaux publics[5], élu le 10 avril 1922

D'autres élections partielles ont été tenues pour diverses autres raisons:
| Circonscription | Député                                | Parti        | Élection       | Motif                                                                   |
| --------------- | ------------------------------------- | ------------ | -------------- | ----------------------------------------------------------------------- |
| Delta           | Alexander McDonald Paterson           | Conservateur | 3 février 1921 | Démission de J. Oliver; élu simultanément dans Delta et Victoria City   |
| Nelson          | Kenneth Campbell                      | Libéral      | 22 mars 1922   | Démission de W.O. Rose; pour se présenter au fédéral le 6 décembre 1921 |
| Cranbrook       | Noel Sterling Austin Arnold Wallinger | Conservateur | 15 août 1922   | Démission de J.H. King; pour se présenter au Fédéral le 14 mars 1922    |